# 摂津医誠会病院
摂津医誠会病院（せっついせいかいびょういん）は、医療法人医誠会が大阪府摂津市南千里丘に設置する病院。

## 概要
救急告示病院に指定されている。公益財団法人日本医療機能評価機構認定病院(評価結果は3rdG:Ver.1.1(1回目,2017年6月2日認定,2022年6月1日認定有効期限))。

## 診療科
- 内科[3]
- 整形外科[3]
- 脳神経外科[3]
- 循環器内科[3]
- リハビリテーション科[3]
- 泌尿器科[3]
- 放射線科[3]
- 消化器内科[3]
- 外科[3]
- 皮膚科[3]

## 医療機関の認定
- 保険医療機関[3]
- 労災保険指定病院[3]
- 生活保護法指定病院（中国残留邦人等の円滑な帰国の促進並びに永住帰国した中国残留邦人等及び特定配偶者の自立の支援に関する法律(平成6年法律第30号)に基づく指定医療機関を含む。)[3]
- 公害医療機関[3]
- 原子爆弾被害者医療指定病院[3]
- 原子爆弾被害者一般疾病医療取扱病院[3]
- 特定疾患治療研究事業委託医療機関[3]
- 身体障害者福祉法指定医の配置されている医療機関[3]
- 指定自立支援病院（更生医療）[3]

## 交通アクセス
- 阪急京都本線「正雀駅」より徒歩約15分[4]
- 阪急京都本線「摂津市駅」より徒歩約5分[4]
- JR京都線「千里丘駅」より徒歩約12分[4]
- 大阪モノレール本線「摂津駅」より徒歩約10分[4]

## 周辺
- 大阪府警摂津警察署
- 摂津市立第一中学校
- 大正川

## 系列病院
- 医誠会国際総合病院（大阪市北区）
- 児島中央病院（岡山県倉敷市）
- 茨木医誠会病院（大阪府茨木市）
- 神崎中央病院（滋賀県東近江市）
- 東春病院（愛知県春日井市）
- 東舞鶴医誠会病院（京都府舞鶴市）
- 橿原リハビリテーション病院（奈良県橿原市）